# Arribeños
Arribeños est une localité argentine située dans le partido de General Arenales, dans la province de Buenos Aires. Elle est située sur la route provinciale 65, à 16 km au nord du chef-lieu du comté, General Arenales. Arribeños est située près de la limite interprovinciale entre la province de Buenos Aires et Santa Fe, à la frontière avec la ville de Teodelina.

## Démographie
La localité compte 2 983 habitants (Indec, 2010), ce qui représente un déclin de 8 % par rapport au recensement précédent de 2001 qui comptait 2 794 habitants.

## Religion
| Diocèse  | San Nicolás de los Arroyos |
| -------- | -------------------------- |
| Paroisse | San Francisco de Asís      |